# Ceratophyllus hagoromo
Ceratophyllus hagoromo är en loppart som beskrevs av Jameson et Sakaguti 1959. Ceratophyllus hagoromo ingår i släktet Ceratophyllus och familjen fågelloppor. Inga underarter finns listade i Catalogue of Life.